# Ana Félix de Guzmán
Ana Félix de Guzmán (Sanlúcar la Mayor, 1560-Madrid, 8 de julio de 1612) fue una dama de la alta nobleza española.

## Biografía
Fue hija de Pedro de Guzmán y Zúñiga (1503-1569), I conde de Olivares y su esposa, Francisca de Ribera Niño. Por su familia paterna era nieta del III duque de Medina Sidonia, Juan Alonso Pérez de Guzmán; y por el materno de Lope de Conchillos, secretario de Fernando el Católico.
Tuvo por hermanos a:
- Enrique (1540-1607), que sucedería a su padre como II conde de Olivares y que contraería matrimonio con Ana María Pimentel siendo padres entre otros, de Gaspar de Guzmán, conde-duque de Olivares, valido de Felipe IV.
- Félix que falleció sin hijos.
- Leonor o Isabel, casada con Diego Velázquez Dávila, I conde de Uceda, con descendencia.

Pasó su juventud en Sevilla, lugar alrededor del cual su familia tenía la mayor parte de sus propiedades. En este lugar asistiría junto a su familia a los ejercicios espirituales dados por  el jesuita (y futuro santo) Francisco de Borja.
En 1567 pasó a residir en el Real Alcázar de Madrid, por servir como dama a la reina Isabel de Valois, segunda esposa de Felipe II. Posteriormente sería también dama de Margarita de Austria, esposa de Felipe III.
Sería el año siguiente de su llegada la corte, en 1568, cuando contraería matrimonio con Francisco Manuel de los Cobos y Luna, II marqués de Camarasa al que había conocido en el entorno cortesano. El matrimonio tendría tres vástagos:
- Diego (-1645), que sería III marqués de Camarasa a la muerte de su padre. Casaría con Ana Centurión y Córdoba.
- Francisco.
- Pedro (1582-1623), consejero del Consejo de Castilla, vicecanciller de Aragón, caballero de la orden de Calatrava, oidor de las chancillerías de Granada y después de la de Valladolid, canónigo de la catedral de Sevilla.[5][6]

Fue dama de Isabel de Valois, segunda esposa de Felipe II de España. En este momento trabó amistad con Estefanía Manrique que sería, como Ana, protectora de la Compañía de Jesús como fundadora y patrona de la iglesia de la casa profesa de Toledo.
Junto con su marido fundó dos instituciones jesuitas en Andalucía: el colegio jesuita de Cazorla (Jaén) en 1591, y la del colegio de San Torcuato en Guadix en 1599.
Fue muy amiga de Catalina de Mendoza, dama de Juana de Austria, y que, como ya había ocurrida con esta última, sería admitida en la Compañía de Jesús.
El corolario de su relación con esta orden religiosa se produciría en 1602 cuando fundó el Noviciado de la Compañía de Jesús en Madrid, que quedaría bajo patronato de los marqueses de Camarasa. Inicialmente había pensado en fundar un noviciado jesuita en Alcalá de Henares bajo la advocación de San Ignacio de Antioquía hasta que se canonizara a Ignacio de Loyola, fundador de la Compañía, pero cambió de opinión por influencia del sacerdote jesuita Francisco Robledillo. Por aquel entonces la corte española se había trasladado a Valladolid, donde estuvo de 1601 a 1606. El noviciado se fundó sobre las casas del doctor Espinosa, en que había morado el santo jesuita Luis Gonzaga en su juventud cuando vino a la corte española junto a su familia.
A pesar de vivir su marido, en 1608 pasó a vivir en una parte del Noviciado de Madrid que había reservado para vivienda suya.
Su marido sería hecho preso el 8 de febrero de 1612,acusado de haber intentado ganar la privanza de Felipe III mediante el encargo de hechizos a un astrólogo y hechicero.  
Murió el 8 de julio de 1612, a las 8 de la mañana, en la parte del Noviciado de Madrid en la que residía.
Su marido sería liberado en mayo de 1613,tras un pleito que había comenzado en febrero de 1613.